# Saint-Michel-de-Chaillol
Saint-Michel-de-Chaillol – miejscowość i gmina we Francji, w regionie Prowansja-Alpy-Lazurowe Wybrzeże, w departamencie Alpy Wysokie.
Według danych na rok 1990 gminę zamieszkiwało 336 osób, a gęstość zaludnienia wynosiła 20 osób/km² (wśród 963 gmin regionu Prowansja-Alpy-W. Lazurowe Saint-Michel-de-Chaillol plasuje się na 547. miejscu pod względem liczby ludności, natomiast pod względem powierzchni na miejscu 563.).